# ファンシー (イギー・アゼリアの曲)
「ファンシー」（Fancy）は、2014年2月17日に発売されたイギー・アゼリアの4枚目のシングル。発売元はIsland Records、Virgin EMI Records。

## 解説
2014年最初のシングルで、アルバム『The New Classic』の先行シングルとなった。客演にCharli XCXが参加している。
2013年12月5日に情報漏洩で本曲のデモ音源「Leave It」が流出。翌年の2014年2月5日にシングル「Fancy」のリリースを発表し、翌日にBBCラジオで初披露したが、曲の一部が「Leave It」であることがわかった。
リリース後はビルボードチャートで1位を獲得したが、売り上げが上がるにつれてラッパーたちのDis（批判）が飛び出した。ラッパーのLord JamarはIggyのヒットについて「彼女のルックス、そして最大の要因は白人だからだ」と言い切った。しかし、黒人ヒップホップグループ・The RootsのQuestloveは「彼女の曲はキャッチーで今年の夏にぴったりだね。私は板挟みになるけど、彼女を守るよ。ヒップホップは伝染性の文化だし、私たち黒人はそれについて取り組まなければならないね。『ヒップホップが翼を広げているという事実を取り組むべき』という事実において、『Fancy』はゲームを変えた曲だと思うよ」と擁護した。
2015年に行われた「第57回グラミー賞」では、「最優秀レコード賞」「最優秀ポップ・デュオ/グループ・パフォーマンス」にノミネートされた。

## 収録曲

### デジタルダウンロード
1. Fancy [3:19]
(作詞・作曲：Amethyst Kelly, Charlotte Aitchison, George Astasio, Jason Pebworth, Jon Shave, Kurtis McKenzie)

### リミックス・シングル
1. Fancy (Yellow Claw Remix) [3:36]
  - Yellow Clawによるリミックス。

### リミックス・EP
1. Fancy (Riddim Commission Remix) [4:43]
  - Riddim Commissionによるリミックス。
2. Fancy (Massappeals Remix) [3:42]
  - Massappealsによるリミックス。
3. Fancy (Dabin & Apashe Remix) [3:55]
  - Dabin、Apasheによるリミックス。
4. Fancy (Instrumental) [3:24]

## 参加アーティスト
- Iggy Azalea：Vocals
- Charli XCX：Vocals
- Kurtis Mckenzie (The Arcade)：Drums, Keyboards, Programming
- George Astasio (The Invisible Men)：Drums, Programming
- Jon Shave (The Invisible Men)：Drums, Keyboards, Programming
- Sean Momberger：Drums, Programming
- Jason Pebworth (The Invisible Men)：Keyboards
- Vocal Engineer：Eric Weaver, John Armstrong
- Mixed by Anthony Kilhoffer
- Assisted Mixed by Kyle Ross